# A More Perfect Union
A More Perfect Union (Una unión más perfecta en Latinoamérica y España) es el décimo y último episodio de la segunda temporada de la serie de drama y ciencia ficción de TNT Falling Skies. Escrito por Remi Aubuchon, Bradley Thompson y David Weddle y dirigido por Greg Beeman, se emitió el 19 de agosto de 2012 en Estados Unidos
Los Skitters se aproximan a la nueva y combinada resistencia; mientras que la 2nd Mass hace frente a una peligrosa amenaza, Tom descubre una noticia que cambiará su vida con Anne; el ataque de Karen a Hal dejará secuelas en él y una nueva criatura se hace presente.

## Argumento
El general Bressler pone a Charleston después de apresar al líder civil, Arthur Manchester y exige a los miembros de la 2nd Mass le digan si están con él o no. Tom le dice que está de acuerdo en que Manchester se equivocó pero piensa que él también se ha excedido al poner a la resistencia bajo la ley marcial. Bressler ordena a sus hombres que encierren al capitán Weaver y al resto de la 2nd Mass cuando la alarma comienza a sonar; inmediatamente, todos se dirigen al nivel superior, donde se encuentran con algunos Skitters; Tom le dice a Bressler que son los miembros de la resistencia, ya que ve al Skitter del Ojo Rojo; Ben sale de entre la multitud y le dice que están ahí para hablar sobre lo que los Overlords han estado ocupados haciendo. Pero Bressler y sus hombres continúan apuntándoles, por lo que Tom se interpone entre ellos y poco después Anne hace lo mismo, seguida por Lourdes, Weaver, Hal, Maggie y el resto de la 2nd Mass. Bressler da la orden a sus hombres de bajar las armas.
Bressler, Porter, Weaver y Tom se reúnen con Ben y el Skitter del Ojo Rojo. Ben, hablando por el alien, les habla de una estructura que los líderes de la invasión han estado construyendo a unos pocos kilómetros de ahí, pero les dice que no tiene información sobre su utilidad a lo que Bressler le dice que entonces la información no le sirve de nada. Ben le dice que debieron matar al Overlord cuando tuvieron la oportunidad ya que ellos almacenan toda la información en su cabeza, y una vez muerto ésta sería imposible de recuperar. Bressler , sin embargo, sigue pensando que es una pérdida de tiempo. El alien se marcha y Ben se va con él, aun cuando Tom le pide que se quede.
Weaver y Tom insisten al general Bressler en acompañar a la rebelión Skitter y llegan a decirle que solo los miembros de la 2nd Mass irán, pero Bressler sigue sin aceptar y le pide que se vayan. Una vez fuera, el general ordena al teniente Clemons que esté preparado para atacar a los Skitters.
Lourdes descubre que Anne está embarazada, pero ella le dice que no cuente nada a Tom hasta que termine la misión.
Hal va a la guarida Skitter para aclarar las cosas con Ben, y ambos terminan disculpándose el uno con el otro. Hal le dice que toda su familia lo necesita pero Ben le confiesa que cree que por fin ha encontrado su lugar con los Skitters.
Al día siguiente, Ben le muestra a Tom y a algunos hombres más el ataque del que fue objeto la guarida Skitter; le cuenta que el Skitter del Ojo Rojo logró escapar junto con otros aliens más pero que él puede llevarlos hacia donde se encuentra la estructura que los líderes están construyendo. Weaver informa a Bressler de que la 2nd Mass irá con o sin su permiso. Bressler le da su permiso.
La 2nd Mass se prepara para él ataque a la nueva estructura y Lourdes le pide a Anne que se cuide. Mientras tanto Weaver y Tom piden a Jeanne y a Matt que se queden, ya que ambos lea piden ir con ellos.
Una vez dentro de la estructura, la 2nd Mass coloca explosivos para destruirla pero son descubiertos por Karen y su grupo de Skitters, quienes comienzan a atacarlos matando a Dai.
Al despertar, Karen comienza a torturar a Tom para que le diga todo lo que sabe sobre la rebelión de Skitters, pero Tom se niega. Karen comienza a torturarlo más y Hal le exige que lo deje en paz; Karen se dirige a Hal y lo besar hasta dejarlo inconsciente. Cuando va a torturar a Anne, Karen le revela a Tom que ella está embarazada, es entonces que el profesor cede a contarle todo a Karen y a su amo pero los Skitters rebeldes aparecen y comienzan a atacar a los otros Skitters y el Skitter del Ojo Rojo va contra el líder quién lo hiere gravemente mientras Tom aprovecha para atacarlos, y finalmente matarlo. Karen le dice a Tom que todo no ha terminado aún mientras huye. La resistencia toma el cuerpo sin vida de Dai y a Hal, que está inconsciente, para salir y hacer explotar la plataforma.
De regreso a Charleston, Matt le pregunta a Ben si se quedará, pero Tom le dice al niño que su hermano tiene deberes para con la resistencia Skitter, sin embargo, Ben le dice a Matt que si se quedará y que incluso pueden jugar Monopoly; Anne les dice que no sabe con exactitud lo que le sucede a Hal, ya que sus signos vitales están bien, pero le promete a Maggie que cuidará de él mientras se recupera.
Más tarde, Hal despierta solo en el hospital de Charleston, se incorpora lentamente y se dirige hacia un espejo, donde se mira y una especie de parásito —parecido al que le fue implantado a Tom— le sale del ojo, recorriendo su rostro hasta meterse por su oído. Después de esto, Hal sonríe y se aleja del espejo. Mientras tanto, Tom y Anne discuten sobre el embarazo de ella, Anne le dice a Tom que no le había dicho nada porque no está segura de si traer a un bebé al mundo sea buena idea, mientras que éste se encuentre en las condiciones actuales; Tom le dice que sí es una buena idea y toca su vientre, mientras que el edificio comienza a sacudirse.
Todo el mundo sale, ya que creen que es un terremoto. Pero Bressler les dice que no es así y una vez fuera del edificio se dan cuenta de que una nave espacial está aterrizando muy cerca de ellos. Los combatientes se preparan para disparar mientras una extraña criatura sale de la nave.

## Elenco
| - Noah Wyle como Tom Mason. - Moon Bloodgood como Anne Glass. - Drew Roy como Hal Mason. - Connor Jessup como Ben Mason. - Maxim Knight como Matt Mason. - Seychelle Gabriel como Lourdes Delgado. - Peter Shinkoda como Dai. - Sarah Sanguin Carter como Maggie. - Mpho Koahu como Anthony. - Colin Cunningham como John Pope. - Will Patton como Capitán Weaver. | - Ryan Robbins como Tector. - Lucina Carro como Crazy Lee. - Brad Kelly como Lyle. - Laci Mailey como Jeanne Weaver. - Matt Frewer como General Bressler - Ty Olsson como Sargento Clemons. - Cainan Wiebe como Marshall. - Jessy Schram como Karen Nadler. - Dale Dye como Coronel Porter. - Terry O'Quinn como Arthur Manchester. |

## Recepción del público
En Estados Unidos, A More Perfect Union fue visto por 3.84 millones de espectadores, de acuerdo con Nielsen Media Research, convirtiéndose en el episodio con mayor audiencia solo debajo del estreno de dos horas, que contó con 4.46 millones de espectadores.